# Palafenera
PalaFenera (även PalaMaddalene) är en inomhusarena i Chieri, Italien. Arenan har en kapacitet på drygt 1 200 platser och används för volleyboll av Chieri '76 Volleyball. Den har tidigare använts av Chieri Torino Volley Club.
Anläggningen har också använts för internationella tävlingar som t.ex. WEVZA Cup 2022